# Kalutara
Kalutara är en ort i Sri Lanka.   Den ligger i provinsen Västprovinsen, i den sydvästra delen av landet, 40 km söder om huvudstaden Colombo. Kalutara ligger 7 meter över havet och antalet invånare är 38 000.
Terrängen runt Kalutara är platt. Havet är nära Kalutara åt sydväst. Runt Kalutara är det tätbefolkat, med 493 invånare per kvadratkilometer. Kalutara är det största samhället i trakten. Omgivningarna runt Kalutara är en mosaik av jordbruksmark och naturlig växtlighet.